# Run (bài hát của BTS)
"Run" là một bài hát của nhóm nhạc nam Hàn Quốc BTS và là bài hát chủ đề trong mini album thứ tư của nhóm, The Most Beautiful Moment in Life, Pt. 2 (2015). Phiên bản tiếng Hàn được phát hành bởi Big Hit Entertainment vào ngày 30 tháng 11 năm 2015 tại Hàn Quốc. Phiên bản tiếng Nhật được phát hành vào ngày 15 tháng 3 năm 2016 thông qua Pony Canyon.

## Sáng tác
"Run" được mô tả là một bài hát thuộc thể loại rock-dance với lời bài hát nói về việc tiếp tục đứng dậy và chạy, ngay cả khi chướng ngại vật tiếp tục quật ngã bạn. Bài hát được sáng tác ở khóa F# thứ với nhịp độ 133 nhịp mỗi phút.

## Video âm nhạc
Đoạn teaser cho phiên bản tiếng Hàn của bài hát đã được Big Hit Entertainment phát hành vào ngày 24 tháng 11 năm 2015 và video âm nhạc được phát hành vào ngày 30 tháng 11 năm 2015, tại Hàn Quốc.
Cả hai phiên bản của video âm nhạc đều được đạo diễn bởi Choi YongSeok từ Lumpens với Ko Yoojung, Lee Wonju, Ko Hyunji và Jung Noori là trợ lý đạo diễn. Đạo diễn hình ảnh là Nam Hyunwoo của GDW. Các nhân viên khác bao gồm Joo Byungik, người chỉnh nét, Song Hyunsuk, người đóng vai trò là người chỉ đạo ánh sáng, Song Kwangho làm việc như jimmyjib và Lee Moonyoung là người cung cấp đạo cụ nghệ thuật.

## Phiên bản
Phiên bản tiếng Hàn của bài hát không được phát hành dưới dạng đĩa đơn riêng biệt. Hai bản remix chính thức của bài hát sau đó đã được phát hành vào tháng 5 năm 2016 trong album tổng hợp The Most Beautiful Moment in Life: Young Forever.
Phiên bản tiếng Nhật của "Run" được phát hành dưới dạng một đĩa đơn riêng lẻ và bao gồm hai bài hát B-side: "Butterfly", phiên bản tiếng Nhật của bài hát cùng tên từ mini album tiếng Hàn và "Good Day", một bài hát tiếng Nhật. Tổng cộng, có bốn phiên bản của đĩa đơn.
- Phiên bản giới hạn [CD + DVD] (PCCA-4360).[6]
- Phiên bản thông thường [Chỉ dành cho CD] (PCCA-4361).[7]
- Loppi·Phiên bản giới hạn HMV [CD + Goods] (BRCA-00072).[8][9]
- Pony Canyon·Phiên bản BTS SHOP [Chỉ dành cho CD] (SCCA.00039).[10]

## Biểu diễn trực tiếp
BTS đã quảng bá phiên bản tiếng Hàn của bài hát trên một số chương trình âm nhạc Hàn Quốc, bao gồm Music Bank, Inkigayo, M Countdown và Show Champion.

## Danh sách bài hát
| Phiên bản tiếng Hàn [Gốc] | Phiên bản tiếng Hàn [Gốc] | Phiên bản tiếng Hàn [Gốc]                              | Phiên bản tiếng Hàn [Gốc] | Phiên bản tiếng Hàn [Gốc] |
| STT                       | Nhan đề                   | Sáng tác                                               | Sản xuất                  | Thời lượng                |
| ------------------------- | ------------------------- | ------------------------------------------------------ | ------------------------- | ------------------------- |
| 1.                        | "RUN"                     | Pdogg "Hitman" Bang Rap Monster SUGA V Jungkook J-Hope | Pdogg                     | 3:57                      |

| Phiên bản tiếng Hàn [Album tổng hợp] | Phiên bản tiếng Hàn [Album tổng hợp] | Phiên bản tiếng Hàn [Album tổng hợp]                   | Phiên bản tiếng Hàn [Album tổng hợp]                   | Phiên bản tiếng Hàn [Album tổng hợp] |
| STT                                  | Nhan đề                              | Sáng tác                                               | Sản xuất                                               | Thời lượng                           |
| ------------------------------------ | ------------------------------------ | ------------------------------------------------------ | ------------------------------------------------------ | ------------------------------------ |
| 1.                                   | "RUN" (Ballad Mix)                   | Pdogg "Hitman" Bang Rap Monster SUGA V Jungkook J-Hope | Pdogg "Hitman" Bang Rap Monster SUGA V Jungkook J-Hope | 4:17                                 |
| 2.                                   | "RUN" (Alternative Mix)              | Pdogg "Hitman" Bang Rap Monster SUGA V Jungkook J-Hope | Pdogg "Hitman" Bang Rap Monster SUGA V Jungkook J-Hope | 3:56                                 |

| Phiên bản tiếng Nhật | Phiên bản tiếng Nhật               | Phiên bản tiếng Nhật                                          | Phiên bản tiếng Nhật | Phiên bản tiếng Nhật |
| STT                  | Nhan đề                            | Sáng tác                                                      | Sản xuất             | Thời lượng           |
| -------------------- | ---------------------------------- | ------------------------------------------------------------- | -------------------- | -------------------- |
| 1.                   | "Run" (phiên bản tiếng Nhật)       | Pdogg Hitman Bang RM SUGA Kim Tae-hyung Jeon Jung-kook J-hope | Pdogg                | 3:55                 |
| 2.                   | "Butterfly" (phiên bản tiếng Nhật) | Hitman Bang Slow Rabbit Pdogg Brother Su RM SUGA J-hope       | Pdogg                | 4:04                 |
| Tổng thời lượng:     | Tổng thời lượng:                   | Tổng thời lượng:                                              | Tổng thời lượng:     | 7:59                 |

| Bài hát tặng kèm [Thông thường]+[SHOP] | Bài hát tặng kèm [Thông thường]+[SHOP] | Bài hát tặng kèm [Thông thường]+[SHOP] | Bài hát tặng kèm [Thông thường]+[SHOP] | Bài hát tặng kèm [Thông thường]+[SHOP] |
| STT                                    | Nhan đề                                | Sáng tác                               | Sản xuất                               | Thời lượng                             |
| -------------------------------------- | -------------------------------------- | -------------------------------------- | -------------------------------------- | -------------------------------------- |
| 3.                                     | "Good Day"                             | Matt Cab Ryuja SUGA J-hope RM          | Matt Cab Ryuja                         | 4:25                                   |
| Tổng thời lượng:                       | Tổng thời lượng:                       | Tổng thời lượng:                       | Tổng thời lượng:                       | 12:24                                  |

## Bảng xếp hạng
| Bảng xếp hạng (2018)                   | Vị trí cao nhất |
| -------------------------------------- | --------------- |
| Japan Hot 100 (Billboard)              | 2               |
| Hàn Quốc (Gaon)                        | 8               |
| Hoa Kỳ (Billboard World Digital Chart) | 3               |

## Nhân sự
Các khoản ghi chú tiếng Hàn được chuyển thể từ ghi chú đĩa CD của "Run".
- Pdogg – nhà sản xuất, keyboard, synthesizer, sắp xếp giọng hát & rap, kỹ sư thu âm (@ Carrot Express, Hàn Quốc)
- "Hitman" Bang – nhà sản xuất
- Rap Monster – nhà sản xuất
- Suga – nhà sản xuất
- V – nhà sản xuất
- Jungkook – nhà sản xuất, điệp khúc
- J-Hope – nhà sản xuất
- Jeong Jaepil – guitar
- James F. Reynolds – kỹ sư phối nhạc

## Doanh số
| Quốc gia | Bảng xếp hạng       | Phiên bản         | Doanh số |
| -------- | ------------------- | ----------------- | -------- |
| Hàn Quốc | Gaon Download Chart | Gốc               | 609,082  |
| Nhật Bản | Oricon              | Tiếng Nhật        | 133,469  |
| Hàn Quốc | Gaon Download Chart | Ballad Remix      | 38,314   |
| Hàn Quốc | Gaon Download Chart | Alternative Remix | 23,391   |

## Giải thưởng
| Chương trình          | Ngày phát sóng       | Nguồn  |
| --------------------- | -------------------- | ------ |
| The Show (SBS MTV)    | 8 tháng 12 năm 2015  | [ 23 ] |
| Show Champion (MBC M) | 9 tháng 12 năm 2015  | [ 24 ] |
| Show Champion (MBC M) | 16 tháng 12 năm 2015 | [ 25 ] |
| Music Bank (KBS)      | 11 tháng 12 năm 2015 | [ 26 ] |
| Music Bank (KBS)      | 8 tháng 1 năm 2016   | [ 27 ] |

| Năm  | Người nhận | Ngày                                        | Nguồn |
| ---- | ---------- | ------------------------------------------- | ----- |
| 2015 | "Run"      | Giải thưởng phổ biến hàng tuần (7 tháng 12) |       |

| Phê bình/Xuất bản | Danh sách                               | Vị trí | Nguồn  |
| ----------------- | --------------------------------------- | ------ | ------ |
| Billboard         | 20 bài hát K-pop xuất sắc nhất năm 2015 | 3      | [ 28 ] |

## Lịch sử phát hành
| Quốc gia  | Ngày phát hành       | Định dạng          | Phiên bản  | Hãng đĩa              | Nguồn  |
| --------- | -------------------- | ------------------ | ---------- | --------------------- | ------ |
| Toàn quốc | 30 tháng 11 năm 2015 | Tải kỹ thuật số    | Gốc        | Big Hit Entertainment | [ 29 ] |
| Toàn quốc | 15 tháng 3 năm 2016  | Tải kỹ thuật số    | Tiếng Nhật | Big Hit Pony Canyon   | [ 30 ] |
| Nhật Bản  | 15 tháng 3 năm 2016  | CD tải kỹ thuật số | Tiếng Nhật | Big Hit Pony Canyon   | [ 30 ] |
| Toàn quốc | 2 tháng 5 năm 2016   | Tải kỹ thuật số    | Remix      | Big Hit Entertainment | [ 31 ] |